# Роккель
Роккель — хутор в Крыловском районе Краснодарского края. Входит в состав Кугоейского сельского поселения.

## География

### Улицы
- ул. Ленина.

## История
В начале шестидесятых годов XX века, в связи с хрущевскими реформами, было принято решение о «сселении» мелких населённых пунктов, признанных неперспективными. В перечень вошёл и хутор Роккель. Но он благополучно простоял до наших дней, хоть и в уменьшенном по числу населения виде.

## Население
| 2002 | 2010 |
| ---- | ---- |
| 33   | ↘9   |